# Chloroclystis costicavata
Chloroclystis costicavata är en fjärilsart som beskrevs av Joannis 1932. Chloroclystis costicavata ingår i släktet Chloroclystis och familjen mätare. Inga underarter finns listade i Catalogue of Life.